# Svobodni občinski konzorcij Caltanissetta
Svobodni občinski konzorcij Caltanissetta (v italijanskem izvirniku Libero consorzio comunale di Caltanissetta [kaltanisèta]) je ena od devetih upravno-ozemeljskih enot italijanske dežele Sicilije. Nadomestil je pokrajino Caltanissetta (provincia di Caltanissetta) po ukinitvi sicilskih pokrajin leta 2015. Meji na severu z metropolitanskim mestom Palermo, na vzhodu z občinskim konzorcijem Enna in metropolitanskim mestom Catania, na jugu z občinskim konzorcijem Ragusa in s Sredozemskim morjem (Sicilska ožina) ter na zahodu z občinskim konzorcijem Agrigento.

## Večje občine
Glavno mesto je Caltanissetta, ostale večje občine so (podatki 31.12.2006):
| Občina        | Prebivalcev |
| ------------- | ----------- |
| Caltanissetta | 60.182      |
| Gela          | 77.051      |
| Niscemi       | 26.475      |
| San Cataldo   | 23.284      |
| Mazzarino     | 12.096      |
| Riesi         | 11.365      |
| Mussomeli     | 11.194      |

## Naravne zanimivosti
Pokrajina, ki ima približno obliko številke 8, se zelo razlikuje med eno polovico in drugo, bodisi v površinskih oblikah, kot tudi v podnebju. Čeprav je vsa pretežno gričevnata in brez visokih vzpetin, je severozahodna polovica bolj gorata in prepredena z globokimi skalnatimi dolinami, ki jih omejujejo manjše težko dostopne planote. V jugovzhodni polovici se gričevje postopno spušča v rodovitne doline vse do morske obale. Podnebje je v severni polovici hladno, saj je povprečna zimska temperatura med 0° in 3 °C, poletna med 15° in 18 °C: izjemoma se zgodi, da se dvigne za dan ali dva do 45 °C, vendar brez vlage in z vetrom. Južna polovica pokrajine pa ima temperature, ki so bolj razumljive za to zemljepisno širino, zime okoli 10 °C in poletja okoli 25 °C. Tudi padavin je tu samo do 400 mm letno, medtem ko v severnem predelu dežuje skoraj dvakrat toliko.
Seznam zaščitenih področij v pokrajini:
- Naravni rezervat Contrada Scaleri (Riserva naturale orientata geologica di Contrada Scaleri)
- Naravni rezervat Lago Sfondato (Riserva naturale integrale Lago Sfondato)
- Naravni rezervat Lago Soprano (Riserva naturale Lago Soprano)
- Naravni rezervat Monte Capodarso e Valle dell'Imera Meridionale (Riserva naturale orientata Monte Capodarso e Valle dell'Imera Meridionale)
- Naravni rezervat Sughereta di Niscemi (Riserva naturale orientata Sughereta di Niscemi)

## Zgodovinske zanimivosti
V pokrajini je bilo leta 1834 popisanih 88 rudnikov žvepla od okoli skupnih 200 na otoku. Delovne razmere rudarjev so bile strašne, a ne samo zaradi telesnega napora. Kovina se je namreč pridobivala s taljenjem rude, kar je sproščalo ogromne količine žveplovega dioksida, ki je strupen. Šele leta 1952 je bil uveden postopek flotacije, a že leta 1975 so bili vsi rudniki žvepla zaprti. Ostali so v bridkem spominu predvsem otroci, imenovani carusi [karùzi], ki so v preteklih časih bili nekakšni sužnji rudarjev. Ti dečki, ki so jih revne družine "odstopile" za nekaj denarja, so hodili v najgloblje rove po vreče žveplene rude in so jih na hrbtu prinašali na površje. Niso dobivali plače razen prehrane, ki je bila večkrat le kruh in voda. V rudniku so delali do nabora, a niso bili sprejeti v vojsko, in sicer zaradi zvite hrbtenice ali slepote, zato so ostajali na milost in nemilost rudarjev do smrti.